# Chinchilla (chanteuse)
Pour les articles homonymes, voir Chinchilla (homonymie).
Daisy Bertenshaw (née le 2 décembre 1996), également connue sous le nom de CHINCHILLA (stylisé en majuscules), est une chanteuse et rappeuse britannique.

## Biographie
Née et ayant grandi à Londres, ses deux parents travaillaient comme acteurs. Pendant ses années d'école, elle jouait dans un groupe avec six de ses amis. Elle s'est inscrite à un cours d'art créatif aux Metropolis Studios, dirigé par le collège de musique ACM, elle a obtenu son diplôme en 2018 avec un diplôme en Pratiques de l'Industrie Musicale.

## Carrière
CHINCHILLA a publié en indépendante son premier single Elements en 2019 puis son premier EP Awakening en 2020, recevant une couverture médiatique positive avec Robin Murray de Clash le décrivant comme « une introduction remarquable » et « une création stimulante de la polymathe pop ». Sorti le 13 août 2021, le deuxième EP de Bertenshaw, Moon Maintenance for Dummies, a reçu des critiques positives de la part des critiques musicaux. Connor Fogarty du magazine ASBO a écrit que «[avec Chinchilla] fidèle à son style éclectique et unique, chaque morceau offre une généreuse poignée d'influences de genres différents et de bravades, allant de la country au R&B des années 90 ».
Bertenshaw a auditionné pour les douze saisons de The Voice UK, et lors des auditions à l'aveugle, elle a interprété I Put a Spell on You. Les juges will.i.am, Anne-Marie et Olly Murs se sont retournés pour elle. Elle a choisi de rejoindre Anne-Marie. Lors des rappels, elle a concouru contre Lil Shakz, Ryan Barton et Nia Ekanem en interprétant la chanson Virtual Insanity où elle a été éliminée[réf. nécessaire].
| Réalisé              | Chanson              | Artiste original      | Résultat                      |
| -------------------- | -------------------- | --------------------- | ----------------------------- |
| Audition à l'aveugle | I Put a Spell on You | Screamin' Jay Hawkins | A rejoint l'équipe Anne-Marie |
| Rappels              | Virtual Insanity     | Jamiroquai            | Éliminée                      |

En avril 2023, Bertenshaw a sorti son single le plus populaire à ce jour « Little Girl Gone ». Le morceau a réussi à atteindre la 91e place du classement « update » du Royaume-Uni et l'a aidée à devenir la première soliste féminine de l'histoire des six ans du classement des artistes émergents de Billboard à débuter à la première place,. Le morceau sert également de premier single pour son troisième EP. Le 19 mars 2024, Bertenshaw a sorti MF Diamond. En parlant du clip vidéo du morceau, CHINCHILLA a déclaré : « Je voulais faire quelque chose d'inclusif sans être ringard ou cliché. Quelque chose chez les femmes âgées me fait penser aux diamants ». Son troisième EP Flytrap a été annoncé en mai 2024, puis publié en juin de la même année.
La musique de Bertenshaw touche à la pop alternative et au R&B, mais elle-même décrit sa musique comme « feisty-pop ». Elle a également déclaré que « le mot le plus important qui relie tout mon son et mon projet est empowerment. » Bertenshaw a cité Michael Jackson, Prince, Little Mix, Stefflon Don et Anne Marie comme ses influences. Elle a également déclaré que ses « plus grandes » influences sont Beyoncé, Rihanna, Christina Aguilera, Janis Joplin et Aretha Franklin,.

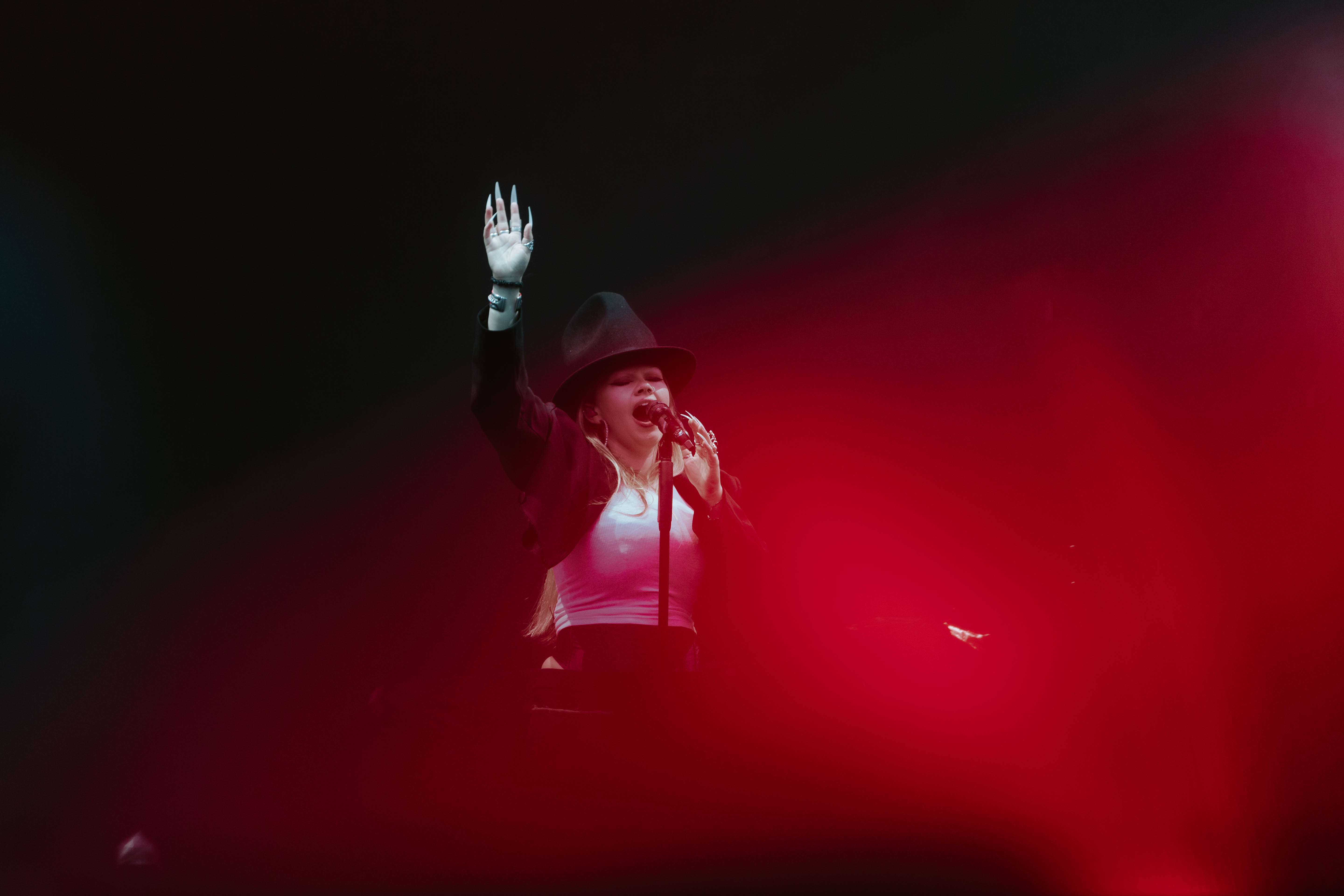
CHINCHILLA en concert à Tallinn, Estonie, le 9 juin 2025

## Discographie

### EPs
| Titre                        | Détails | Meilleure position    |
| Titre                        | Détails | Official Album Charts |
| ---------------------------- | --- | --------------------- |
| Awakening                    | - Sortie : 17 avril 2020 - Label : Chinchilla Ltd. - Format : téléchargement numérique, streaming                             | —                     |
| Moon Maintenance for Dummies | - Sortie : 13 août 2021 - Label : Columbia - Format : téléchargement numérique, streaming                                     | —                     |
| Flytrap                      | - Sortie : 7 juin 2024 - Label : Chinchilla Ltd, Island Records, Republic - Format : téléchargement numérique, streaming      | 42                    |
| Live : Summer '24            | - Sortie : 13 décembre 2024 - Label : Chinchilla Ltd, Island Records, Republic - Format : téléchargement numérique, streaming | —                     |

### Single
| Titre                                         | Année | Meilleure position | Certifications | Album                        |
| Titre                                         | Année | UK                 | Certifications | Album                        |
| --------------------------------------------- | ----- | ------------------ | -------------- | ---------------------------- |
| Elements                                      | 2019  | —                  |                | singles hors album           |
| Fabulous                                      | 2019  | —                  |                | singles hors album           |
| Demand Respect                                | 2019  | —                  |                | singles hors album           |
| Cold Water                                    | 2019  | —                  |                | singles hors album           |
| The Lockdown Getdown                          | 2020  | —                  |                | singles hors album           |
| Fingers                                       | 2021  | —                  |                | Moon Maintenance for Dummies |
| Chalk Outlines (avec Ren)                     | 2021  | —                  |                | single hors album            |
| Little Girl Gone                              | 2023  | —                  | - RIAA: Or     | Flytrap                      |
| Cut You Off                                   | 2023  | —                  |                | Flytrap                      |
| MF Diamond                                    | 2024  | —                  |                | Flytrap                      |
| 1:5                                           | 2024  | —                  |                | Flytrap                      |
| The Chain                                     | 2024  | —                  |                | My Lady Jane                 |
| Do You See Me Now (avec Isobel Waller-Bridge) | 2024  | —                  |                | Sweetpea                     |